# Cherry Jones

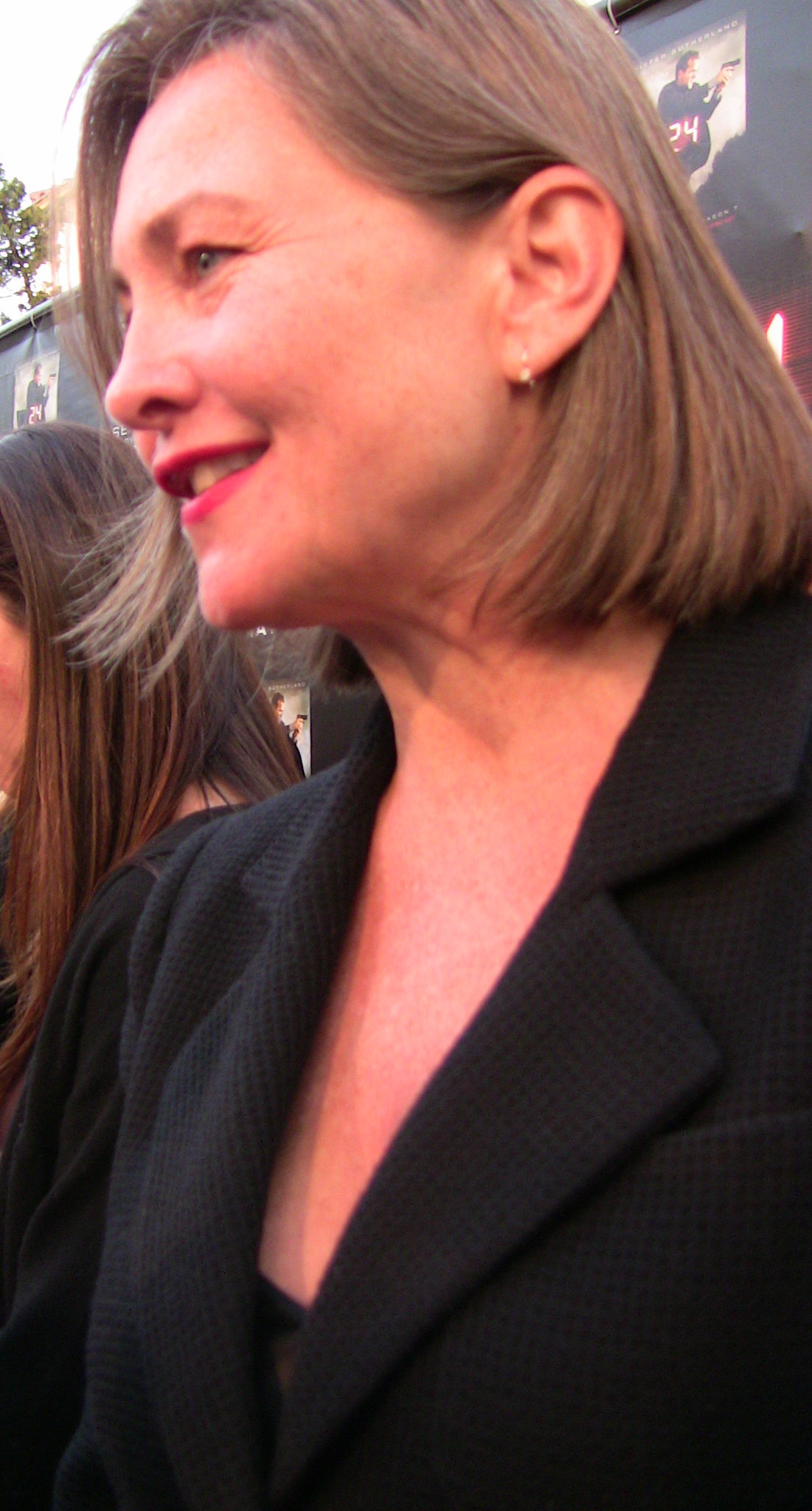
Jones (2009)

Cherry Jones (* 21. November 1956 in Paris, Tennessee) ist eine US-amerikanische Schauspielerin. Seit 1983 war sie in mehr als 60 Film- und Fernsehproduktionen zu sehen. Zu ihren bekanntesten Filmen gehören unter anderem Erin Brockovich, The Village – Das Dorf und Ocean’s 12.

## Auszeichnungen
Cherry Jones wurde für ihre Arbeit am Theater bereits mit zwei Tony Awards ausgezeichnet. Ihren ersten Tony erhielt sie 1995 für ihre Rolle in The Heiress, den zweiten im Jahr 2005 für Doubt. 2004 wurde Jones bei den GLAAD Media Awards mit dem Vito Russo Award ausgezeichnet. 2009 erhielt sie für ihre Rolle der Präsidentin Allison Taylor in der siebten Staffel der Fernsehserie 24 einen Emmy in der Kategorie Beste Nebendarstellerin in einer Dramaserie; dieselbe Rolle spielte sie auch in der achten Staffel der Serie. Einen weiteren Emmy gewann sie 2019 für die Gastrolle der Holly in der Serie The Handmaid’s Tale – Der Report der Magd.

## Privates

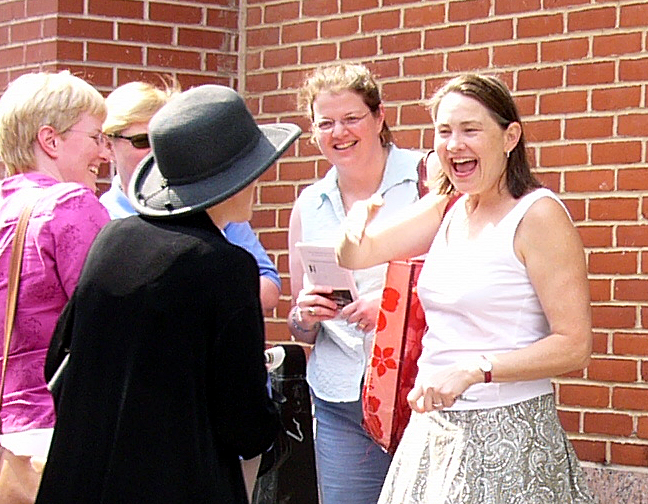
Jones mit Fans (2007)

Von 2005 bis 2009 war Jones mit der amerikanischen Schauspielerin Sarah Paulson liiert. 2015 heiratete sie die Schauspielerin und Regisseurin Sophie Huber.

## Filmografie (Auswahl)
- 1986: Light of Day – Im Lichte des Tages (Light of Day)
- 1987: Out of the Past
- 1998: Der Pferdeflüsterer (The Horse Whisperer)
- 1999: Das schwankende Schiff (Cradle Will Rock)
- 2000: Der Sturm (The Perfect Storm)
- 2000: Erin Brockovich (Erin Brockovich)
- 2001: What Makes a Family (Fernsehfilm)
- 2002: Die göttlichen Geheimnisse der Ya-Ya-Schwestern (The Divine Secrets of the Ya-Ya Sisterhood)
- 2002: Signs – Zeichen (Signs)
- 2003: Broadway: The Golden Age
- 2004: The Village – Das Dorf (The Village)
- 2004: Ocean’s 12 (Ocean’s Twelve)
- 2008: 24: Redemption (Fernsehfilm)
- 2008–2010: 24 (Fernsehserie, 44 Episoden)
- 2009: Amelia
- 2009: Mütter und Töchter (Mother and Child)
- 2011: Happy New Year (New Year’s Eve)
- 2011: Der Biber (The Beaver)
- 2012: Awake (Fernsehserie, 11 Episoden)
- 2015–2016, 2019: Transparent (Fernsehserie, 12 Episoden)
- 2015: I Saw the Light
- 2016: Whiskey Tango Foxtrot
- 2016: 11.22.63 – Der Anschlag (11.22.63, Fernsehserie, 7 Episoden)
- 2016: Black Mirror (Fernsehserie, Episode 3x01)
- 2017: American Crime (Fernsehserie, 4 Episoden)
- 2017: The Party
- 2018: Der verlorene Sohn (Boy Erased)
- 2018: The Handmaid’s Tale – Der Report der Magd ( The Handmaid’s Tale, Fernsehserie, 2 Episoden)
- 2019: Wine Country
- 2019: Motherless Brooklyn
- 2019: The Friend
- 2019: A Rainy Day in New York
- 2020: Verschwiegen (Defending Jacob, Fernsehserie, 8 Episoden)
- 2021: The Eyes of Tammy Faye
- 2022: Über mir der Himmel (The Sky Is Everywhere)
- 2022: Memorial Hospital – Die Tage nach Hurrikan Katrina (Five Days at Memorial, Miniserie, 8 Folgen)
- 2023: Poker Face (Fernsehserie, 1 Episode)
- 2025: Foundation (Fernsehserie)